# Tréban

Tréban este o comună în departamentul Tarn din sudul Franței. În 2009 avea o populație de 44 de locuitori.

## Geografie
Masivul central central situat în Ségala, pe verde Meridian. Se învecinează cu departamentul Aveyron.

## Evoluția populației
Evoluția numărului de locuitori este cunoscută prin recensămintele populației
desfășurată în comuna din 1793. Din 2006, populațiile legale ale comunelor sunt publicate anual de INSEE. Recensământul se bazează acum pe o colecție anuală de informații, care acoperă succesiv toate teritoriile municipale pe o perioadă de cinci ani. Pentru municipalitățile cu mai puțin de 10.000 de locuitori, se efectuează un sondaj de recensământ al întregii populații la fiecare cinci ani, populațiile legale ale anilor intermediari fiind estimate prin interpolare sau extrapolare. Pentru municipalitate, primul recensământ cuprinzător în cadrul noului sistem a fost realizat în 2005.
În 2015, orașul avea 48 de locuitori, o creștere de 11,63% față de 2010 (Tarn: + 2,97%, Franța, cu excepția Mayotte: + 2,44%).
| An        | 1975 | 1982 | 1990 | 1999 | 2006 | 2009 |
| --------- | ---- | ---- | ---- | ---- | ---- | ---- |
| Populație | 90   | 68   | 58   | 51   | 46   | 44   |